# Tycoon City: New York
Tycoon City: New York es un juego que salió a la venta en el año 2006 trata de construcción de una ciudad, la de Nueva York, más específicamente la isla de Manhattan. El juego permite al jugador construir a modo de bonos por logros muchos de los lugares más célebres de la ciudad, incluyendo el Empire State, la Estatua de la Libertad, el Rockefeller Center y la sede de las Naciones Unidas entre otros.

## El Juego
Existen dos modos de juego disponibles:
1. Construyendo New York: Es el modo campaña del juego. Los jugadores construyen New York distrito por distrito partiendo de Greenwich Village que es el distrito más modesto de la ciudad. Se deben completar ciertas tareas y competir con otros rivales en el negocio de la construcción con el fin de desbloquear otros distritos para desarrollarlos.
2. Sandbox o Cajón de Arena: Es el modo para construir libremente, teniendo el control de la isla completa y pudiendo elegir la cantidad de dinero disponible para comenzar el negocio y la dificultad del mismo según el nivel de construcción de los oponentes.

Independientemente del modo en el que se decida comenzar, el juego comienza con el distrito vacío que deberá ser desarrollado. Los jugadores pueden elegir diferentes tipos de edificios como los del tipo residencial, comercial y de ocio. Como patrocinadores en el juego se encuentran diferentes marcas como librerías Staples, ropa Lacoste, los cines Loews o los supermercados Dagostino que se pueden construir.
El jugador tiene que atraer a los clientes mediante la mejora de los edificios teniendo en cuenta las variables de belleza, atractivo y que tan grande es la influencia en la zona. Para ello tendrá árboles, flores, diferentes carteleras, aires acondicionados, personal disfrazado como superhéroes o expendedoras, entre otros.
Por medio de la obtención de bonos al cumplir con los desafíos propuestos por el juego se pueden construir los edificios célebres que se encontrarán en los distintos distritos de la ciudad.
Como diferencia de otros juegos, el jugador no tiene control sobre la distribución de las calles en la ciudad al igual que de los monumentos ya que están previamente dispuestos.
Aunque el World Trade Center no está disponible en el juego, hay un parque llamado Memorial Park dónde estaban las Torres Gemelas.

### Distritos
- Central Park
- Chelsea
- Chinatown
- East Village
- Financial District
- Garment District
- Greenwich Village
- Harlem
- Liberty Island
- Little Italy
- Lower East Side
- Midtown
- Soho
- Tribeca
- Upper East Side
- Upper West Side